# Dorjé Shukden

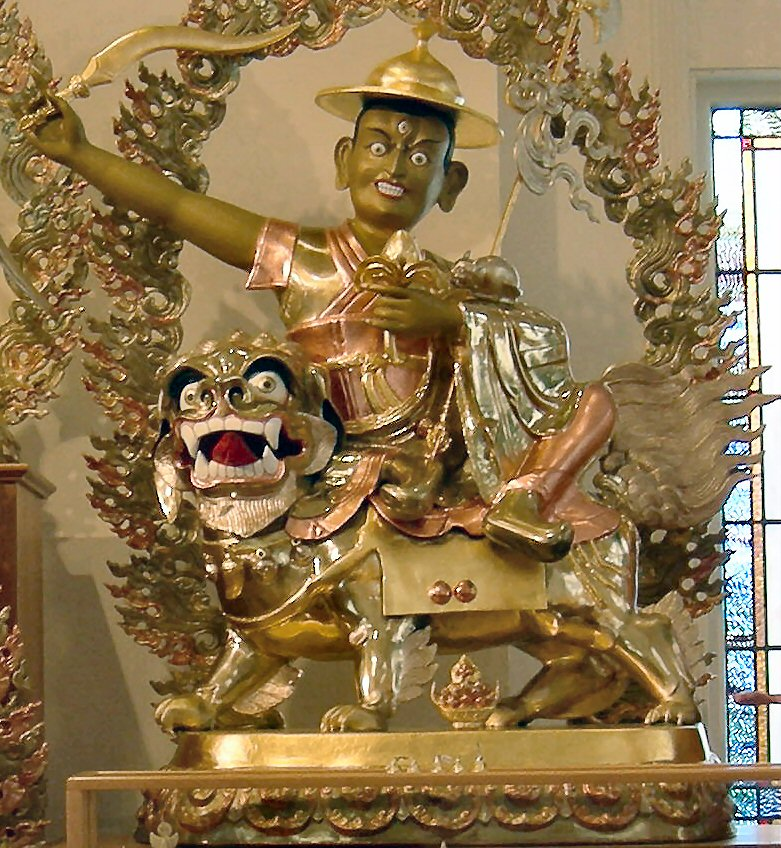
Statue représentant Dordjé Shougdèn.

Dorjé Shukden (tibétain : རྡོ་རྗེ་ཤུགས་ལྡན་, Wylie : rdo rje shugs ldan, THL : dorjé shukden), également orthographié Dordjé Shougdèn ou Shougdèn « foudre puissante », Dholgyal ou Dhogyal « Roi de Dhol », est une des nombreuses divinités tantriques du bouddhisme tibétain.
Pour ses pratiquants, il est un puissant protecteur du dharma, émanation du Bouddha de la sagesse Mandjoushri, qui aurait connu plusieurs incarnations : Virupa, les lamas sakyapas Sakya Pandita et Buton Rinchen Drub, puis les lamas gelugpas Duldzin Dragpa Gyaltsän (1350-1413), Panchen Sönam Dragpa (1478-1555), Sonam Yeshe Wangpo (1556-1593), Ngawang Sonam Geled Pelzang (1594-1616) et enfin Tulku Dragpa Gyaltsen (1618-1655), qui serait mort assassiné ou aurait été poussé au suicide par les forces loyales à Lobsang Gyatso (1617-1682), 5e dalaï-lama.
Le culte de Dordjé Shougdèn a pris une grande importance au XIXe siècle dans l’école gélougpa, principalement au travers des lamas de cette tradition les plus reconnus des XIXe et XXe siècles : Pabongka (1878-1944) et son disciple Trijang Rinpoché (1901-1981).
Il existait au Tibet deux oracles de la divinité, à Trode Khangsar près de Lhassa et à Panglung Choje dans le Kham.
Du fait de soupçons de sectarisme à l’encontre de certains de ses pratiquants, Tenzin Gyatso 14e dalaï-lama, lui-même initié à Dorjé Shugdèn en 1951 par son maître Trijang Rinpoché et pratiquant de son culte, y a renoncé et l’a déconseillé à partir de 1978 avant de le déconseiller plus fortement à partir de 1996,,, considéré comme étant à l'origine d'une controverse qui persiste de nos jours.

## Le protecteur du bouddhisme
Selon Trijang Rinpoché, qui fut le tuteur cadet du dalaï-lama et célèbre gélougpa du XXe siècle, « Dordjé Shougdèn aide, guide et protège toujours les pratiquants purs et fidèles en leur accordant des bénédictions, en augmentant leur sagesse, en accomplissant leurs désirs et en couronnant de succès toutes leurs activités vertueuses ».
Guéshe Kelsang donne l'explication suivante :
« Les bouddhas se sont manifestés sous la forme de divers protecteurs du dharma, tels que Mahakala, Kalarupa, Kalindewi et Dordjé Shougdèn. De Je Tsongkhapa jusqu'au premier panchen-lama, Losang Tchökyi Gyaltsen, c'est Kalarupa qui était le principal protecteur du dharma de la lignée de Je Tsongkhapa. Plus tard, cependant, beaucoup de grands lamas ont senti que c'était Dordjé Shougdèn qui était devenu le principal protecteur du dharma de cette tradition.

Parmi tous les protecteurs du dharma, Mahakala à quatre visages, Kalarupa et Dordjé Shougdèn en particulier ont la même nature parce qu'ils sont tous des émanations de Manjushri.
Toutefois, les êtres d'aujourd'hui ont un lien karmique plus fort avec Dordjé Shougdèn qu'avec les autres protecteurs du dharma. C'est pour cela que Morchen Dorjechang Kunga Lhundrup, un maître très accompli de la tradition sakya, a dit à ses disciples : « Maintenant le temps est venu de s'en remettre à Dordjé Shougdèn ». Il a dit cela à de nombreuses reprises pour encourager ses disciples à faire grandir leur foi en la pratique de Dordjé Shougdèn.

Ces dernières années, la personne qui a pris la plus grande responsabilité pour la propagation de la pratique de Dordjé Shougdèn a été feu Trijang Dorjechang, le gourou racine de bon nombre de pratiquants gélougpas, depuis d'humbles novices jusqu'aux plus grands lamas. Il a encouragé tous ses disciples à s'en remettre à Dordjé Shougdèn et a donné de nombreuses fois des transmissions de pouvoir de Dordjé Shougdèn. »

## Mandala du corps
À la différence des autres protecteurs du dharma, Dordjé Shougdèn a un mandala du corps. Cela indique qu'il est un être pleinement illuminé parce que seuls les bouddhas ont un mandala du corps. Le mandala du corps de Dordjé Shougdèn est basé sur les trente-deux déités de lama Losang Tubwang Dorjechang (Je Tsongkhapa), qui à son tour est basé sur le Tantra de Guhyasamāja, le « roi des enseignements tantriques de Bouddha ». Les cinq agrégats du tulku Dragpa Gyeltsen deviennent les cinq familles de Dordjé Shougdèn, qui sont de la même nature que les cinq familles de Bouddhas : Vairochana Shougdèn (Bouddha Vairocana, l'agrégat de la forme d'un bouddha), Ratna Shougdèn (Bouddha Ratnasambhava, l'agrégat de la sensation d'un bouddha), Pema Shougdèn (Bouddha Amitābha, l'agrégat de la discrimination d'un bouddha), Karma Shougdèn (Bouddha Amoghasiddhi, l'agrégat des facteurs composants d'un bouddha) et Duldzin Dordjé Shougdèn (Bouddha Akshobhya, l'agrégat de la conscience d'un bouddha). Comme dans Guyasamaha, les cinq familles de Dordjé Shougdèn sont accompagnées par neuf déesses ou grandes mères, huit moines bodhisattvas et dix gardiens courroucés.

## Origines du culte de Dordjé Shougdèn
Le bouddhisme comporte des centaines de déités dont Dordjé Shougdèn. Dans toutes les grandes universités monastiques du Tibet, par exemple, chaque collège a, pour des raisons historiques, sa propre déité protectrice. Comme de nombreuses déités bouddhiques, Shougdèn est une figure composite. Il semble avoir été à l’origine une divinité mineure connue d’une partie de la tradition Sakyapa.

### Divinité mineure
L’un de ses noms est en effet Döl Gyel, « gyel de l’étang de Döl » dans la vallée du Yarlung Zangbo ; un gyel ou rgyal po est un esprit mondain fauteur de troubles dont l’assistance peut être invoquée. Il pourrait donc s’agir d’une divinité locale invoquée marginalement tout d’abord dans des monastères Sakya, puis dans certains monastères Gelug. Le 5e Dalai Lama mentionne dans sa biographie l’existence d’un tel esprit près de l’étang de Döl – il lui fait d’ailleurs élever un sanctuaire – mais sans mention d’une liaison avec Dragpa Gyaltsèn. En 1815, le lama Nyingma Do Khyentse évoque, dans un récit de voyage, la présence localisée de Shougdèn près du monastère de Drathang dans la vallée du Zangbo. Stanley Mumford décrit la vénération de Sougdèn comme divinité mondaine porteuse d’abondance par les habitants du village de Tsap au Népal, mais aussi son rôle de protecteur du Dharma de Sakya. Un texte attribué au 30e Sakya Trizin Sonam Rinchen autorise en effet qu’on lui rende des rites propitiatoires. Selon la biographie du lama Gelug Jangya Rolpé Dorjé (1717‐1786), Döl Gyel était invoqué comme divinité mondaine par de nombreux Ganden Tripa, et fut interdit à la suite de manifestations indésirables par le 54e Tripa Ngawang Chokden (1677‐1751).
Trijang Rinpoché, un des précepteurs du dalaï-lama et également Ganden Tripa de son époque, dément toutefois avec force l'assertion que Dordjé Shougdèn serait un esprit mondain :
« Certains, tombés sous l'influence du démon du partisanisme, pensent et disent que la suprême déité, le grand dharmapala émané, n'est pas différent d'un esprit gyalpo ou tsen ordinaire qui a pris une renaissance inférieure du fait d'avoir été un moine ou un laïc mort avec un mauvais karma. Non contents de s'en remettre à lui comme protecteur, ils vont jusqu'à tourner en ridicule ceux qui continuent de s'en remettre à lui. Il en est qui propagent de tels propos sans connaître rien au sujet. Pourtant, tout ce discours n'est rien d'autre que des spéculations enfantines. Pourquoi ? Parce que le grand gardien des enseignements est reconnu comme la précieuse et suprême émanation de la grande maison du monastère de Drepoung, Dragpa Gyaltsèn, qui apparaît sous un aspect courroucé. La preuve est indéniable. Tulku Dragpa Gyaltsèn, comme il est enseigné dans la lignée, était la dernière renaissance de la lignée de réincarnation comprenant Mahasiddha Birwawa, le grand pandit Kashmiri Sakya Shri, l'omniscient Buton, Duldzin Dragpa Gyaltsèn, Panchen Sonam Dragpa, et ainsi de suite. Cela est prouvé par des citations scripturales et des raisonnements fondés. Ces grands êtres, de façon définitive, étaient déjà pleinement éveillés et, même d'après les apparences communes, étaient tous des êtres saints ayant atteint un haut degté de réalisation. Quel pire karma peut-il y avoir que de nier cela et d'affirmer qu'il a pris renaissance dans le règne preta (des esprits) ? » (traduit de l'anglais).

### Ngatrul Dragpa Gyaltsèn
Le 5e dalaï-lama (1617-1682), régnant sur une société tibétaine divisée, cherchait à consolider au sein des institutions les pouvoirs du dalaï-lama, alors soutenu par le pouvoir militaire mongol. Il souhaitait l'unité absolue de tout le peuple tibétain afin d'obtenir une unité politique. À cette fin il tenta d'unir spirituellement les différentes écoles du bouddhisme tibétain et il encouragea les pratiquants à mélanger les enseignements de différentes traditions. Le tulkou Dragpa Gyaltsèn (1619 - 1656) était un lama extrêmement populaire et d'une grande renommée, issu comme le dalaï-lama d’un clan puissant. Proposé dans son enfance comme une possible réincarnation du 4e dalaï-lama, il avait finalement été évincé et s’était vu reconnaître comme réincarnation du grand érudit Gelug Panchen Sönam Dragpa (1478-1554), lignée de tulkus remontant à Duldzin Drakpa Gyeltsen, cofondateur du monastère de Ganden. Les deux lamas se partageaient Drepung, dont Dragpa Gyaltsèn occupait la résidence supérieure (zim khang gong ma) et le dalaï-lama la résidence inférieure (zim khang 'og ma). On s’accorde à voir dans cette rivalité l’origine du décès suspect de Dragpa Gyaltsèn, assassiné ou poussé au suicide par des forces loyales au dalaï-lama, selon la tradition historique. Néanmoins, compte tenu de la concision des sources, la nature exacte du conflit entre les deux parties – pure rivalité de pouvoir ou opposition idéologique – ne peut pas être connue précisément. Certains émettent cependant l’hypothèse que Dragpa Gyaltsèn aurait pu, comme plus tard Pabongkha, s'opposer au mélange du Dharma préconisé par le dalaï-lama et encourager ses étudiants à continuer à suivre les enseignements de Djé Tsongkhapa dans leur pureté, sans les mélanger avec d'autres.
Contrairement à la coutume des trulkus, sa réincarnation terrestre ne fut pas recherchée après sa mort. Selon ses pratiquants, Dragpa Gyaltsèn se serait alors réincarné en Dorjé Shougdèn, déité avatar de Manjusri, protecteur du Dharma des gélougpa dès l’époque de Tsongkhapa. Après de vains efforts pour éliminer sa pratique, et une campagne d’accusations le rendant responsable des malheurs qui accablaient les Tibétains, le 5e dalaï-lama aurait changé d'attitude sur sa nature, à tel point qu'il écrivit une prière en son honneur dans laquelle il le décrit comme protecteur illuminé - un Bouddha. Il lui offrit également un temple à Lhassa, nommé Trode Khangsar (en), qui existe encore aujourd'hui. Il aurait aussi créé de ses propres mains une statue déposée au monastère Nyanang Phelgyeling.
Néanmoins, la prière n’est pas considérée comme authentique par le 14e dalaï-lama, ses partisans, ainsi que des auteurs occidentaux. Les premiers témoignages historiques attestant du culte de Dorjé Shougdèn comme protecteur de gélougpa datent du XIXe siècle. Au XVIIIe siècle, l’historien Sumpa Khenpo (1702-1788) témoigne d’une rumeur accusant Dragpa Gyaltsèn d’être l’esprit mondain (bod de'i rgyal po) causant des troubles en 1657 ; il la réfute d'ailleurs et propose dans une autre entrée de sa chronologie que ce dernier s'est réincarné dans l’empereur Kangxi. Selon les principaux auteurs anglophones,, le processus de fusion de Dragpa Gyaltsèn avec le dieu mondain Dolgyel, puis son accession au statut de dharmapala avatar de bouddha, se serait fait progressivement.
Pabongka et Trijang Rinpoché rapportent une histoire expliquant ainsi le lien entre Dragpa Gyaltsèn et la divinité Dolgyel : le lama mystérieusement mort aurait suscité des troubles suffisants pour que l’on décide de se débarrasser de son reliquaire, qui fut mis dans une caisse et jeté à l’eau ; la rivière l’emporta jusqu’à l’étang de Döl où il se fixa. Une autre version rajoute que Shougdèn aurait ensuite voulu se rendre à Tashilhunpo, monastère de son maître, mais que la déité protectrice du lieu l’en aurait empêché ; compatissant, Sonam Rinchen aurait alors autorisé sa propitiation dans les monastères Sakya.
Au XIXe siècle, alors que le mouvement rimé mélangeant les enseignements faisait de plus en plus d'adeptes, une réaction vit le jour au sein de l’école gélougpa, laquelle cherchait au contraire à préserver sa pureté. Elle était menée par un lama très charismatique, Pabongka (1878-1944), et ses disciples, dont Trijang Rinpoché (1901-1981). Selon ces deux lamas gélougpas les plus éminents des XIXe et XXe siècles, les déités principales de l’école (Kalarupa, Vaiśravaṇa et Mahakala) avaient rejoint leurs terres pures et n’étaient plus actives dans ce monde. Elles auraient selon eux été remplacées par Dordjé Shougdèn (protecteur), Vajrayogini (yidam) et Pabongkha (guru). La vaste majorité des Gélougpas sont directement ou indirectement des descendants de ces deux grands maîtres.
Trijang Rinpoché était le guide spirituel du 14e dalaï-lama; de Lama Yeshe et de Lama Zopa, les fondateurs de la Fédération pour la préservation de la tradition Mahayana (Federation for the Preservation of the Mahayana Tradition (FPMT) en anglais); Guéshé Rabten, fondateur du monastère Rabten Choeling en Suisse; Guéshé Kelsang Gyatso, fondateur de la Nouvelle Tradition Kadampa et beaucoup d'autres éminents lamas qui se sont installés en Occident. Trijang Rinpoché transmit la pratique de Dordjé Shougdèn à tous ces grands lamas et enseigna cette pratique jusqu'à sa mort.

## Extension géographique et nombre d'adeptes
La déité Dordjé Shougdèn est vénérée dans la tradition bouddhiste indienne qui a cours dans l'Himachal Pradesh, le Ladakh, l'Uttaranchal, le Bengale occidental et le Sikkim. Elle est également vénérée dans toutes les parties du monde où la tradition gélougpa est observée, comme le Bhoutan, le Népal, la Mongolie, certaines parties de la Chine et de l'ancienne URSS, divers pays d'Europe et les États-Unis,.
Selon les chaînes d'information France 24 et Al Jazeera, environ 4 millions de personnes de par le monde s'en remettent à Dordjé Shougdèn en tant que principal protecteur du dharma. Selon TibetInfoNet, ils ne représentent qu'une minorité parmi les Tibétains au Tibet. Selon Deepak Thapa, certains experts avancent le chiffre de 100 000 adeptes.